# كرة اليد في دورة الألعاب الآسيوية 2018
كرة اليد في دورة الألعاب الآسيوية 2018 أقيمت في قاعة POPKI الرياضية في جاكرتا في إندونيسيا, من 13 أغسطس إلى 31 أغسطس 2018. بمشاركة 13 فريقًا في مسابقة الرجال و 10 فرق في مسابقة السيدات.

## الجدول
| P | الجولات التمهيدية | S | الجولة الثانية | C | التصفيات | ½ | نصف النهائي | F | النهائي |

| الحدث↓/التاريخ → | 13th Mon | 14th Tue | 15th Wed | 16th Thu | 17th Fri | 18th Sat | 19th Sun | 20th Mon | 21st Tue | 22nd Wed | 23rd Thu | 24th Fri | 25th Sat | 26th Sun | 27th Mon | 28th Tue | 29th Wed | 30th Thu | 31st Fri |
| رجال             | P        |          | P        |          | P        |          |          | S        | C        | S        |          | S        |          | C        | ½        |          | C        |          | F        |
| سيدات            |          | P        |          | P        |          |          | P        |          | P        |          | P        |          | C        |          | ½        |          | C        | F        |          |

## حائزو الميداليات
| الحدث   | الذهبية | الفضية | البرونزية |
| ------- | --- | --- | --- |
| الرجال  | قطر · Rasheed Yusuff · برتراند روينه · رافائيل كابوت · فرانكيس مارزو · عبد الرزاق مراد · دانييل شاريش · غوران ستويانوفيتش · Firas Chaieb · Amine Guehis · Allaedine Berrached · Wajdi Sinen · Ahmad Madadi · يوسف بن علي · Moustafa Heiba · Anis Zouaoui · Ameen Zakkar | البحرين · علي ميرزا سلمان · حسن السماهيجي · Isa Khalaf · محمود عبد القادر · Mohamed Abdulredha · محمد ميرزا · محمد عبد الحسين · بلال بشام · Hasan Madan · Husain Al-Baboor · كميل محفوظ · جاسم السلاطنة · Ali Abdulqader · حسن شبيب · محمد حسن حبيب · حسين علي السيد | كوريا الجنوبية · Jeong Yi-kyeong · Sim Jae-bok · Choi Beom-mun · Jung Su-young · Park Jung-geu · Jo Tae-hun · Jang Dong-hyun · Lee Hyeon-sik · Yoon Ci-yoel · Na Seung-do · Hwang Do-yeop · Kim Dong-cheol · Jeong Jae-wan · Lee Dong-myung · Ku Chang-eun · Lee Chang-woo |
| السيدات | كوريا الجنوبية · Park Sae-young · كيم سون هوا · Song Hai-rim · Shin Eun-joo · Kim On-a · بارك مي را · يو هيون جي · Kang Eun-hye · تشوي سو مين · هان مي سول · جونغ جي هاي · Gim Bo-eun · Song Ji-eun · لي هيو جين · جونغ يو را · يو سو جونغ                              | الصين · Lin Yanqun · تشانغ هايشيا · Li Xiaoqing · وو يين · وو نانا · يو يوان يوان · Wang Haiye · Si Wen · Liu Xiaomei · Sha Zhengwen · يانغ جياو · تشاو جياكين · يانغ يورو · لي ياو · تشياو رو · Lan Xiaoling                                                        | اليابان · كيميكو هيدا · Mika Nagata · Kaho Sunami · Sayo Shiota · Asuka Fujita · أيا يوكوشيما · Minami Itano · تشي كاتسورين · Hitomi Tada · Natsumi Akiyama · نوزومي هارا · Mana Ohyama · شيوري ناجاتا · Miyuki Terada · Tomomi Kawata · مايوكو إيشيتاتي                   |

## جدول الميداليات
*   البلد المضيف (مضيف)
| المرتبة | فريق                 | ذهبية | فضية | برونزية | المجموع |
| ------- | -------------------- | ----- | ---- | ------- | ------- |
| 1       | كوريا الجنوبية (KOR) | 1     | 0    | 1       | 2       |
| 2       | قطر (QAT)            | 1     | 0    | 0       | 1       |
| 3       | البحرين (BRN)        | 0     | 1    | 0       | 1       |
| 3       | الصين (CHN)          | 0     | 1    | 0       | 1       |
| 5       | اليابان (JPN)        | 0     | 0    | 1       | 1       |
| المجموع | المجموع              | 2     | 2    | 2       | 6       |

## القرعة
أجرت اللجنة المنظمة للألعاب الإندونيسية الآسيوية (Inasgoc) قرعة المسابقة في جاكرتا في 5 يوليو 2018، بحضور مسؤول أحداث الاتحاد الآسيوي لكرة اليد. وقد تم تصنيف الفرق بناءاً على ترتيبها النهائي في كرة اليد في الألعاب الآسيوية 2014.

### رجال
| المجموعة أ - قطر (1) - إيران (4) - ماليزيا | المجموعة ب - كوريا الجنوبية (2) - اليابان (9) - باكستان | المجموعة ج - إندونيسيا (المضيف) - السعودية (7) - هونغ كونغ (11) | المجموعة د - البحرين (3) - تايبيه الصينية (8) - الهند (14) - العراق |

### سيدات
| المجموعة أ - كوريا الجنوبية (1) - كازاخستان (3) - الصين (4) - الهند (8) - كوريا الشمالية | المجموعة ب - إندونيسيا (المضيف) - اليابان (2) - هونغ كونغ (6) - تايلاند (7) - ماليزيا |

## الترتيب النهائي

### رجال
| المرتبة | الفريق         | لعب | فاز | تعادل | خسر |
| ------- | -------------- | --- | --- | ----- | --- |
| الأول   | قطر            | 7   | 7   | 0     | 0   |
| الثاني  | البحرين        | 8   | 7   | 0     | 1   |
| الثالث  | كوريا الجنوبية | 7   | 4   | 1     | 2   |
| 4       | اليابان        | 7   | 2   | 2     | 3   |
| 5       | إيران          | 6   | 3   | 0     | 3   |
| 6       | السعودية       | 6   | 2   | 2     | 2   |
| 7       | العراق         | 7   | 3   | 1     | 3   |
| 8       | هونغ كونغ      | 6   | 1   | 0     | 5   |
| 9       | تايبيه الصينية | 7   | 5   | 0     | 2   |
| 10      | الهند          | 7   | 3   | 0     | 4   |
| 11      | باكستان        | 6   | 2   | 0     | 4   |
| 12      | إندونيسيا      | 6   | 1   | 0     | 5   |
| 13      | ماليزيا        | 6   | 0   | 0     | 6   |

### سيدات
| المرتبة | الفريق         | لعب | فاز | تعادل | خسر |
| ------- | -------------- | --- | --- | ----- | --- |
| الأول   | كوريا الجنوبية | 6   | 6   | 0     | 0   |
| الثاني  | الصين          | 6   | 3   | 0     | 3   |
| الثالث  | اليابان        | 6   | 5   | 0     | 1   |
| 4       | تايلاند        | 6   | 3   | 0     | 3   |
| 5       | كوريا الشمالية | 6   | 4   | 0     | 2   |
| 6       | كازاخستان      | 6   | 3   | 0     | 3   |
| 7       | هونغ كونغ      | 6   | 3   | 0     | 3   |
| 8       | إندونيسيا      | 6   | 1   | 0     | 5   |
| 9       | الهند          | 5   | 1   | 0     | 4   |
| 10      | ماليزيا        | 5   | 0   | 0     | 5   |

## وصلات خارجية
- Handball at the 2018 Asian Games
- Official Result Book – Handball